# 54-es metróvonal (Amszterdam)
Az 54-es metróvonal az amszterdami metró egyik metróvonala, a Centraal Station és a Gein állomások között. A pálya 12,7 km hosszú és 15 megállóból áll. A Central Station állomástól kezdve Spaklerwegig az 51-es, míg az 53-as metróvonallal a Van der Madewegig fut együtt. Itt csatlakozik hozzá az 50-es jelölésű vonal, ami egészen a végállomásig követi.

## Állomások
| Perc (↓) | Állomás          | Perc (↑) | Átszállási kapcsolatok |
| -------- | ---------------- | -------- | --- |
| 0        | Centraal Station | 25       | · 1, 4, 14, 18, 21, 22, 43, 48, 305, 306, 314, 316, 391, 394, 891, N23, N47, N57, N81, N82, N83, N84, N85, N86, N87, N88, N89, N91, N92, N93, N94, N97 · 2, 4, 12, 13, 14, 17, 24, 26 · IC121, IC123, IC125, IC127, IC129, IC141, IC143, IC145, IC147, IC149, IC221, IC225, IC241, IC243, IC245, Intercity, Intercity Direct, Sprinter, Nightjet, Thalys, Eurostar · F3, F4, F5 |
| 1        | Nieuwmarkt       | 23       | |
| 3        | Waterlooplein    | 22       | N85, N86, N87, N87, N89, N91, N93 14 |
| 4        | Weesperplein     | 21       | N85, N86 1, 7, 19 |
| 6        | Wibautstraat     | 19       | N86, N86 |
| 8        | Amstel           | 17       | · 37, 40, 62, 65, 245, , 320, 322, 327, N22, N85 · 12 · Intercity, Sprinter |
| 9        | Spaklerweg       | 15       | N85 |
| 12       | Van der Madeweg  | 13       | N85 |
| 13       | Duivendrecht     | 11       | · 41 · Intercity, Sprinter |
| 14       | Strandvliet      | 10       | |
| 16       | Bijlmer ArenA    | 8        | · 44, 47, 49, 66, 120, 126, 171, 200, 255, 271, 300, 330, 356, N30, N85, N86, N87 · Intercity, Sprinter, Nachttrein |
| 18       | Bullewijk        | 6        | |
| 20       | Holendrecht      | 4        | · 41, 47, 375, 376, 377, 378, N85 · Sprinter |
| 22       | Reigersbos       | 2        | 47, N85 |
| 24       | Gein             | 0        | 47, N85 |

## Járatok
| Időszak                                          | Járatok gyakorisága |
| ------------------------------------------------ | ------------------- |
| Csúcsidő                                         | 10 percenként       |
| 7:00 előtt, 20:00 után és hétvégén 10:00-ig      | 15 percenként       |
| Délután 20:00-ig és hétvégén 10:00 után          | 12 percenként       |
| Nyári napi csúcsidő                              | 12 percenként       |
| Nyári reggeli csúcsidő, késő délután és hétvégén | 15 percenként       |